# Zurndorf
Zurndorf is een gemeente in de Oostenrijkse deelstaat Burgenland, gelegen in het district Neusiedl am See (ND). De gemeente heeft ongeveer 2000 inwoners.

## Geografie
Zurndorf heeft een oppervlakte van 54,3 km². Het ligt in het uiterste oosten van het land.
Andau · Apetlon · Bruckneudorf · Deutsch Jahrndorf · Edelstal · Frauenkirchen · Gattendorf · Gols · Halbturn · Illmitz · Jois · Kittsee · Mönchhof · Neudorf bei Parndorf · Neusiedl am See · Nickelsdorf · Pama · Pamhagen · Parndorf · Podersdorf am See · Potzneusiedl · Sankt Andrä am Zicksee · Tadten · Wallern im Burgenland · Weiden am See · Winden am See · Zurndorf
- Gemeinsame Normdatei: 4109090-1
- Library of Congress Control Number: n87833211
- Nationale Bibliotheek van Tsjechië: ge199131
- Nationale Bibliotheek van Israël: 987007557987805171
- Virtual International Authority File: 125583173